# Cima di Brocan
La Cima di Brocan (3054 m s.l.m.) è una montagna delle Alpi Marittime. Si trova nell'alta valle Gesso, tra i comuni di Entracque e Valdieri, nel massiccio del monte Argentera.

## Caratteristiche
La vetta si trova su una dorsale che si diparte verso nord dallo spartiacque alpino principale, e divide la valle Gesso della Valletta dalla valle Gesso di Entracque. La montagna ha una struttura in pianta "a croce", in cui sulla dorsale principale si innestano due dorsali secondarie.
La dorsale principale giunge alla vetta da sud-est, dove si diparte dallo spartiacque principale in corrispondenza della cima Ghiliè, e dalla vetta scende verso nord fino al passo del Brocan, da dove si rialza fino al Bastione e da qui piega a nord-est verso il Baus. Una dorsale secondaria scende dalla vetta verso est, digradando verso i sottostanti lago Brocan e lago del Chiotas; un'altra scende in direzione opposta, verso ovest, digradando fino al piano della casa del Re.
Dal punto di visto geologico, la montagna è costituita essenzialmente da gneiss e graniti appartenenti al complesso cristallino dell'Argentera.
Il nome pare risalire ad una radice prelatina, ed ha il significato di montagna.

## Ascensione alla vetta
L'ascensione alla vetta per la via normale è un percorso di tipo alpinistico, con passaggi in roccia di II grado. L'itinerario classico prevede la partenza dal pian della casa del Re, nell'alta valle del Gesso della Valletta. Da qui ci si reca al rifugio Remondino, da dove si risale verso il passo di Brocan. Poco prima del passo, si piega a destra, e si risale con passaggi in roccia tra creste e canaloni fino alla vetta, segnalata da una croce in legno. La discesa si può effettuare per lo stesso itinerario, oppure si può scendere per la cresta sud-ovest verso il colle Ghiliè, da dove si rientra per sentiero al pian della casa del Re. La difficoltà dell'ascensione è valutata in PD-.

### Accesso invernale
In inverno è possibile accedere alla vetta con un itinerario di sci alpinismo. Si raggiunge il passo del Brocan dal pian della casa oppure dal versante opposto, partendo dal lago della Rovina; dal colle si procede senza sci sullo stesso itinerario estivo.
È anche possibile praticare lo sci ripido scendendo da uno dei canaloni che conducono alla vetta.

### Rifugi
Per le ascensioni ci si può appoggiare ai rifugi Remondino e Regina Elena dal lato di Valdieri, ed al rifugio Genova-Figari dal lato di Entracque.